# Баиов, Константин Константинович
Баиов Константин Константинович (4 июля 1869 — февраль 1920) Генерал-лейтенант Российской Империи, доброволец РККА.

## Биография
Образование получил во Владимирском Киевском кадетском корпусе. В службу вступил 30.08.1886. Окончил 2-е военное Константиновское училище (1888). Выпущен Подпоручиком (ст. 09.08.1888) в лейб-гвардии Егерский полк. Поручик (ст. 09.08.1892). Окончил Николаевскую академию Генерального Штаба (1894; по 1-му разряду). Штабс-Капитан. Состоял при Туркестанском ВО. Помощник адъютанта штаба Туркестанского ВО (06.07.-11.11.1895). Обер-офицер для поручений при штабе Финляндского ВО (11.11.1895-06.12.1899). Цензовое командование ротой отбывал в 1-м Финляндском стр. полку (02.10.1896-02.10.1897). Подполковник (ст. 06.12.1899). Старший адъютант штаба Виленского ВО (06.12.1899-20.05.1903). Цензовое командование батальоном отбывал в 107-м пехотном Троицком полку (01.05.-01.09.1902). Начальник штаба 27-й пехотной дивизии (20.05.1903-15.06.1907). Командир 107-го пехотного Троицкого полка (15.06.1907-31.07.1910). Генерал-майор (пр. 1910; ст. 31.07.1910; за отличие). Окружной генерал-квартирмейстер штаба Виленского ВО (с 31.07.1910).
Во время Восточно-Прусской операции 1914 года существенная роль в руководстве войсками первой армии, наступавшей на Кёнигсберг, а позже сражавшейся в Пруссии, Литве и Польше с кайзеровскими войсками, принадлежала генералу Баиову Константину Константиновичу.
Хорошо проявил себя во время Первой мировой войны на должности первого заместителя начальника штаба армии, особенно учитывая тот факт, что ему приходилось брать на себя функции начальника генерала Миллеанта, так как Рененкамф свёл к минимуму общение с командующим штаба, предпочитая решать рабочие вопросы через заместителя.
С сентября по декабрь 1914 года исполнял обязанности начальника штаба армии. Содействовал тому, чтобы отступая из Пруссии 1-я армия наносила значительный урон противнику. В период с 1915 по 1917 годы генерал Баиов был начальником 6-й дивизии. В 1915г за достойную службу на этом посту был награждён тремя боевыми орденами, вдобавок уже к пяти имевшимся.
С начала 1918 вступил добровольно в РККА. 27.02.1918 участвовал в разработке проекта предложений по обороне Московского ВО от германских войск. Военрук Московского района обороны (с 05.03.1918), входившего в состав войск Завесы и подчинявшегося непосредственно Высшему военному совету, а позже Западному участку отрядов Завесы. Член «особой комиссии для пересмотра и разработки согласно требований нового устройства армии и современной военной техники существующего Устава полевой службы» (с 27.08.1918), учреждённой на основании приказа Народного комиссариата по военным делам № 560 (за 1918), при отделе по устройству и боевой подготовке войск Всероглавштаба. Состоял в распоряжение начальника Всероглавштаба (с 12.10.1918). Служащий военно-технической редакции при военном отделе издательства ЦИК (с 04.11.1918). Прикомандирован к организационному управлению Всероглавштаба (с 04.12.1918). Сотрудник-составитель «Комиссии по исследованию и использованию опыта войны 1914—1918 гг.», созданной 10.12.1918. В этой должности состоял вплоть до начала 1920. Участвовал в написании монографий о войне 1914—1918. Специальный редактор военно-технической редакции литературно-издательского отдела Политического управления РВСР. Приказом РВСР по личному составу армии № 83 от 11.02.1920 исключён из списков умершим.

## Награды
Св. Станислава 3-й ст. (1899)
Св. Анны 3-й ст. (1902)
Св. Станислава 2-й ст. (1906)
Св. Анны 2-й ст. (1909 25.03.1910)
Св. Владимира 3-й ст. (06.12.1913)
Св. Станислава 1-й ст. с мечами (ВП 22.02.1915)
Св. Анны 1-й ст. (ВП 26.02.1915)
мечи к ордену Св. Анны 1-й ст. (ВП 26.05.1915)
Св. Владимира 2-й ст. с мечами (29.11.1915).